# Calixto de Todi
Calixto de Todi (s. V-Todi, 528) fue un sacerdote romano y obispo de Todi. Fue martirizado por lo que es considerado santo por la Iglesia católica y su fiesta litúrgica se celebra el 14 de agosto.

## Hagiografía
Calixto fue elegido obispo de Todi en el 523, aproximadamente. Desde su sede fue un defensor de la doctrina cristiana y se opuso al arrianismo, al que persiguió ferozmente.
También defendió las buenas costumbres y la vida modesta, oponiéndose a los excesos de la nobleza local.
Fue asesinado por siervos de los nobles que denunció, en el 528.